# الصرخة (سلسلة روايات)
الصرخة  هي سلسلة روايات من إنتاج المؤسسة العربية الحديثة وتتحدث السلسلة عن قصص منفصلة ذات طابع مرعب يحبس الأنفاس .

## أعداد السلسلة
1. القط أسود
2. لص الوجوه
3. المزيف
4. حضرات السادة الأشباح